# Nopphakhun Ucharoen
Nopphakhun Ucharoen (thailändisch นพคุณ อู่เจริญ, * 24. April 1995) ist ein thailändischer Fußballspieler.

## Karriere
Nopphakhun Ucharoen spielt seit mindestens 2017 für den Navy FC. Wo er vorher gespielt hat, ist unbekannt. Der Verein aus Sattahip in der Provinz Chonburi spielte in der ersten Liga, der Thai League. Ende 2018 musste er mit der Navy den Weg in die zweite Liga antreten. Bei der Navy stand er bis Juni 2021 unter Vertrag und absolvierte 32 Ligaspiele. Am 1. Juli 2021 unterschrieb er im nahegelegenen Rayong einen Vertrag beim Drittligisten Pluakdaeng United FC. Mit dem Klub spielt er in der Eastern Region der Liga.